# Cascina dei Poveri

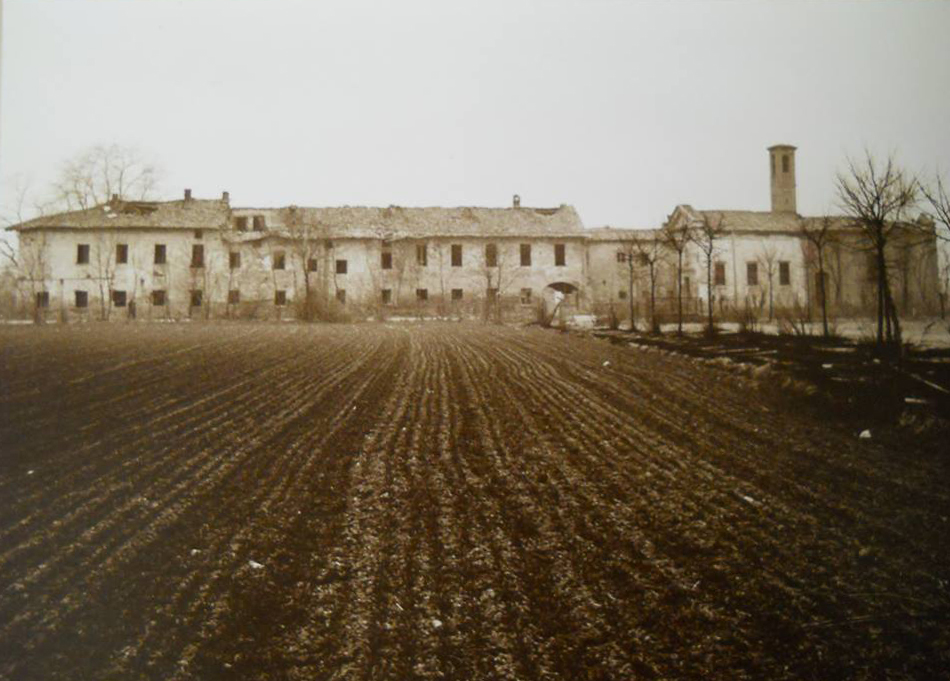
La Cascina dei Poveri nei primi anni ottanta

Cascina dei Poveri (Cassina di Poi in dialetto bustocco), precedentemente nota come Cascina Verghera o Vergara, è una località, nonché un'antica cascina di Busto Arsizio.

## Storia

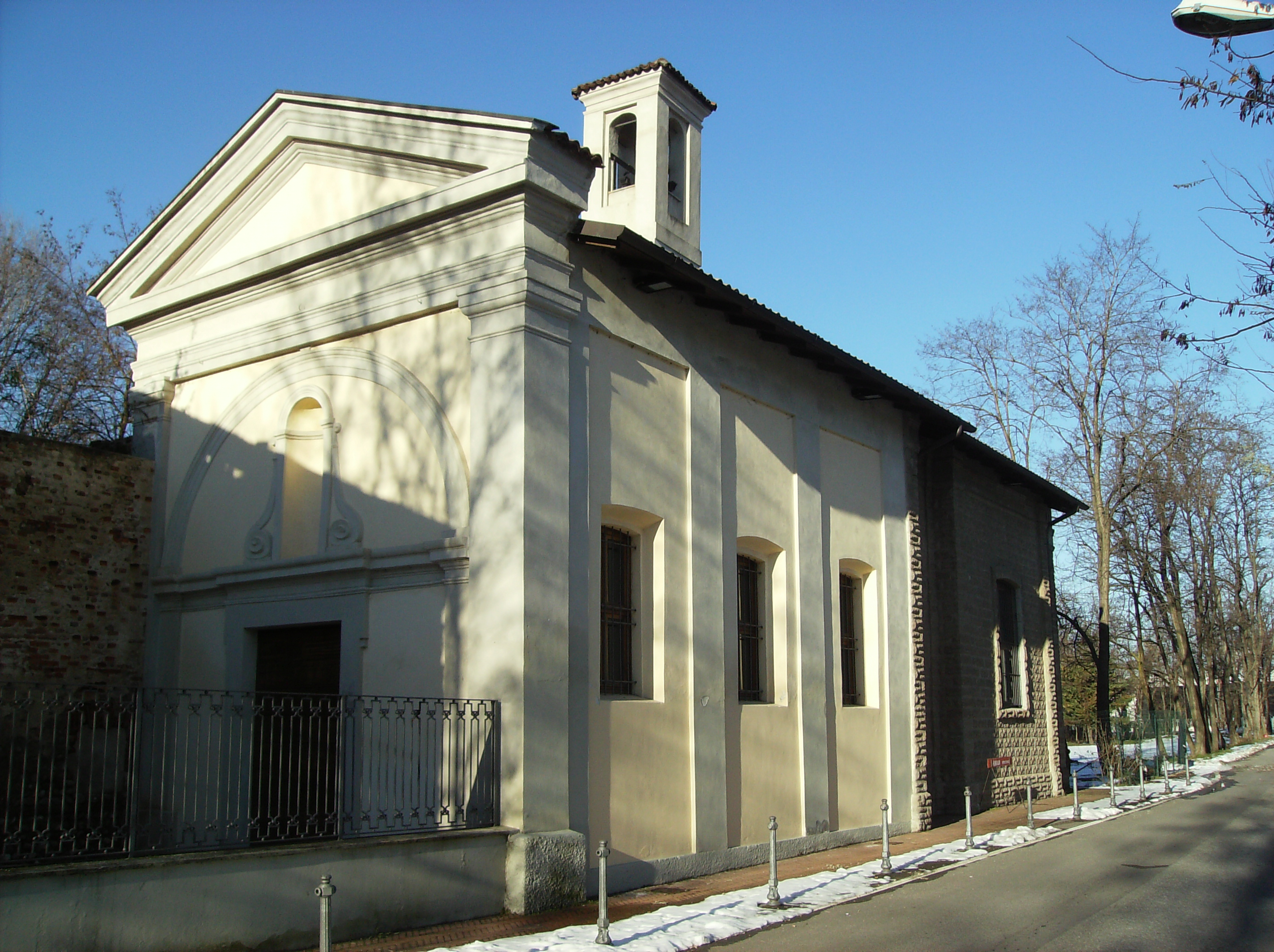
La chiesa di San Bernardino dopo i restauri del 2000

Così come la Cascina Brughetto, la Cascina dei Poveri ha origini medioevali. Sorse lungo la Strata de Mediolano (Strada di Milano, divenuta poi nell'Ottocento la napoleonica strada del Sempione) nel mezzo della "Selva Longa", la vasta brughiera che si estendeva tra Busto Arsizio e Gallarate, probabilmente tra il XII e il XIII secolo. Inizialmente nota con l'appellativo di Cascina del Covino (o Comino o Zugnino) del Nicora era strutturata come un borgo autonomo e autosufficiente appartenente alla Pieve di Gallarate. Nel XIV la Scuola dei Poveri di Busto Arsizio, una confraternita di laici dediti all'assistenza dei poveri e degli ammalati, divenne proprietaria della Cascina (da qui la denominazione di Cascina dei Poveri), che nel frattempo era stata annessa al territorio comunale di Gallarate. Nel Seicento la Cascina passò dal territorio di Gallarate a quello di Busto Arsizio, in cui si trova iscritta nel catasto teresiano settecentesco.
Nel 1427 presso la Cascina nacque la beata Giuliana Puricelli: ella, fuggita di casa per i maltrattamenti del padre, si rifugiò presso il Santuario del Sacro Monte sopra Varese dove si unì a Caterina Moriggi, che ivi conduceva vita eremitica: la loro vita di preghiera e penitenza suscitò grande ammirazione, e molte giovani donne seguirono il loro esempio. Furono le fondatrici del monastero delle Romite ambrosiane del Sacro Monte di Varese.
Nel 1663 presso la Cascina iniziò la costruzione dell'oratorio e della chiesa di San Bernardino, ultimata nel 1667. Nel XVIII secolo fu poi realizzato il campanile, mentre nel 1920 l'edificio venne ampliato con la realizzazione di un nuovo presbiterio.
La Cascina dei Poveri, che nel 1918 contava ancora 400 abitanti, scesi a 150 nel 1944,, restò popolata sino ai primi anni Settanta, quando fu totalmente abbandonata. Dal 1967 la chiesa di San Bernardino venne chiusa al culto perché dichiarata pericolante ed inospitale.
Nel 1968 il poeta bustocco Luigi Caldiroli dedicò un breve componimento al triste decadimento della Cascina dei poveri:
(Luigi Caldiroli, Canto novo, Busto Arsizio, 1968)
Successivamente il Comune di Busto Arsizio divenne proprietario di parte della cascina e della chiesetta, la quale fu totalmente restaurata e salvata dall'autodistruzione, su progetto dell'architetto Alfredo Castiglioni, nel 2000; ciò non avvenne per la cascina che oggigiorno si trova in una situazione di elevato degrado, ridotta allo stato di rudere.
Nel 2023, grazie a un'iniziativa lanciata dall'architetto Alfredo Castiglioni e dal professor Tito Olivato, la Cascina dei Poveri ha raggiunto il 39º posto nella classifica de I Luoghi del Cuore del Fondo Ambiente Italiano. Questa iniziativa è stata accompagnata dalla pubblicazione del libro Cascina dei Poveri luogo del cuore e altre iniziative di promozione della valorizzazione della cascina, anche in collegamento con il progetto di Regione Lombardia per la realizzazione di un ospedale a servizio dei comuni di Gallarate e Busto Arsizio che, secondo i piani, dovrebbe sorgere nei terreni adiacenti la cascina.

## Architettura
La cascina dei Poveri è tra i più grandi edifici rurali presenti nella pianura a nord di Milano e consta di una vasta corte di circa 1 350 m² chiusa in un edificio a due piani a pianta trapezoidale di circa 2 000 m².
I corpi di fabbrica si connettono tra loro con angoli diversi. Sono presenti due androni d'ingresso: uno a nord-ovest verso Gallarate, probabilmente il più antico, e uno a sud-est verso Busto Arsizio. Negli spazi residenziali si trovano, al piano terra, le cucine, mentre al primo piano le camere da letto, raggiungibili con sistemi di scale e ballatoi in legno; negli spazi rurali al piano terra si trovavano le stalle, mentre al primo piano trovavano posto i fienili, raggiungibili con scale rimovibili in legno.
Dall'esterno la cascina mostra quattro fronti continui, tipici della corte chiusa.